# 비틀즈 앤솔로지
《비틀즈 앤솔로지》(The Beatles Anthology)는 텔레비전 다큐멘터리, 세 장의 더블 음반 세트, 비틀즈 역사에 초점을 맞힌 책을 이르는 말이다. 폴 매카트니, 조지 해리슨, 링고 스타가 모두 제작 참여 및 허가를 했다. 이들 작품들은 때로 《앤솔로지》 프로젝트로 포괄해 통칭된다. 존 레논의 경우 기록된 인터뷰를 활용했다.
《비틀즈 앤솔로지》 다큐멘터리는 1995년 11월 최초 방영되었고 1996년 VHS 및 레이저디스크로, 2003년 DVD로 확장된 버전이 발매되었다. 다큐멘터리는, 비틀즈와 그들의 관련자들의 인터뷰를 활용해 밴드 역사를 조명하며 촬영된 장면 및 공연을 군데군데 삽입했다. 음반 세트의 첫 작품은 다큐멘터리와 동봉되어 1995년 11월 발매되었다. 이후 1996년 두 장의 음반이 더 발매되었다. 음반 속에는 미발표된 공연 음원 및 아웃테이크 곡들이 대강 연대순으로 순열되어 있으며, 그중 두 곡은 밴드 해산 뒤 존 레논이 제작한 데모 테이프를 기반으로 제작했다. 2000년 발매된 책은, 다큐멘터리와 엇비슷하게, 인터뷰 발췌를 통해 비틀즈 역사를 조명하고 있다.

## 다큐멘터리 시리즈
《비틀즈 앤솔로지》 다큐멘터리는 싱글 〈Free as a Bird〉 및 음반 《Anthology 1》와 거의 동시 공개되었다. 1995년 영국 ITV, 미국 ABC에서 방영되었다. 다큐멘터리의 형식은 책과 비슷한 형식을 취하며, 비틀즈 본인들이 나서 일련의 1인칭 설명을 전개한다. 여기에는 외부의 "객관적" 내레이션은 배제된다. 《앤솔로지》의 영상들은 보이스오버 녹음을 사용해 모든 비틀즈 멤버가 이야기에 해설을 집어넣었다. 기록 영상을 통해 일화를 언설하기도 하며 폴 매카트니, 링고 스타, 조지 해리슨이 출연한 인터뷰 장면들이 인터뷰 자체를 위해 독점 촬영되었다. 존 레논은 역사적 기록 영상을 통해서만 모습을 보였다. 해리슨의 〈Something〉 뮤직 비디오에서 나타난 모습을 제외하면, 비틀즈 멤버들의 과거 및 당시 부인은 전연 출연하지 않았다.
시리즈는 5년에 걸쳐 계획 및 제작되었고 수많은 영상 및 인터뷰를 편집해 비틀즈 개개인들의 관점으로써 밴드 역사를 표현하고 있다. ABC 방영 당시 시리즈는 6시간짜리 프로그램으로 짜여 1995년 11월의 사흘 밤에 송출되었다. 시리즈는 여덟 편의 확장 에피소드로, VHS, 레이저디스크, 다섯 장의 DVD가 수록된 박스 세트 (4장에는 각각 2개의 에피소드가 수록되었고 나머지 한 장은 부록을 담고 있다)로 발매되었다.
ABC 방영 일자는 아래와 같다.
- 일요일, 1995년 11월 19일: 9–11 p.m.
- 수요일, 1995년 11월 22일: 9–11 p.m.
- 목요일, 1995년 11월 23일: 9–11 p.m.

첫 화는 1,700만 가구가 시청, 즉 평균치로 따져 2,730만 명이 시청한 것으로 보이며, 이것은 동시간대 ABC 시청률보다 훨씬 좋은 성적이다.

## 음반
《앤솔로지》 시리즈와 더불어, 세 종의 음반이 출시되었고, 저마다 CD 두 장 또는 비닐 LP 세 장을 포함했다. 수록곡은 상당수가 전에 한 번도 발매된 적 없는 비틀즈 곡이었으나, 이들 거의 대부분이 수년 전부터 부틀랙으로 횡행했다.

## 책

《비틀즈 앤솔로지》 페이퍼백 서적의 표지

2000년 10월 《비틀즈 앤솔로지》 서적이 출판되었다. 네 명의 밴드원 및 그 관련자들의 인터뷰를 수록했으며, 희귀 사진도 첨부했다. 상당수 인터뷰들은 다큐멘터리 영화에서 다뤄진 것을 발췌했다. 책은 대형 하드백으로 설계되었다. 여기에 곳곳에 자리한 창조적인 아트워크와 그래픽을 도입한 시각적으로 아름답고 다채로운 스프레드를 사용해 연대기, 사진 집합체, 각종 서체 및 레이아웃과 조화되게 만들었다. 책은 곧바로 《뉴욕 타임스》 베스트셀러 목록 정상을 차지했다. 2002년 대형 페이퍼백으로 발간되었다.